# Xian d'Anren
Le xian d'Anren (安仁县 ; pinyin : Ānrén Xiàn) est un district administratif de la province du Hunan en Chine. Il est placé sous la juridiction de la ville-préfecture de Chenzhou.

## Démographie
La population du district était de 393 221 habitants en 1999.